# Karancs–Medves Tájvédelmi Körzet
A Karancs–Medves Tájvédelmi Körzet területe 6709 hektár, ebből szigorúan védett 447 hektár. A Tájvédelmi körzet a Bükki Nemzeti Park Igazgatósága alá tartozik.

## Fekvése
A tájvédelmi körzet Nógrád vármegyében, Bárna, Karancsalja, Karancsberény, Karancslapujtő, Kazár, Mátraszele, Salgótarján és Somoskőújfalu közigazgatási határában található. A védetté nyilvánításkor beolvadt területébe a Salgó vára, a Szilvás-kő, a Kercseg-völgy, a Földház-tető, a Gortva-völgy, a Bárna-patak és a Zagyva forrásvidéke természetvédelmi területek.

## Jellemzői
Nógrád–Gömöri-bazaltvidéken több mint 100 önálló bazaltterület található, többségük Szlovákiában. A kúpszerű hegyeket és lapos fennsíkokat létrehozó bazaltvulkánok több szakaszban, eltérő jelleggel működtek.A Medves-hegy a Nógrádi-medence legszebb formájú vulkáni kiemelkedése, meredek gerincek és mélyen szántó völgyek tagolják. A feltörő lávából keletkeztek a többnyire oszlopos szerkezetű bazaltcsúcsok. A leglátványosabb képződmények a Szilvás-kőn tekinthetők meg, ahol úgy állnak a bazalt oszlopok függőleges sorokba rendeződve, mint egy katedrális orgonájának sípjai.

## Növény- és állatvilág

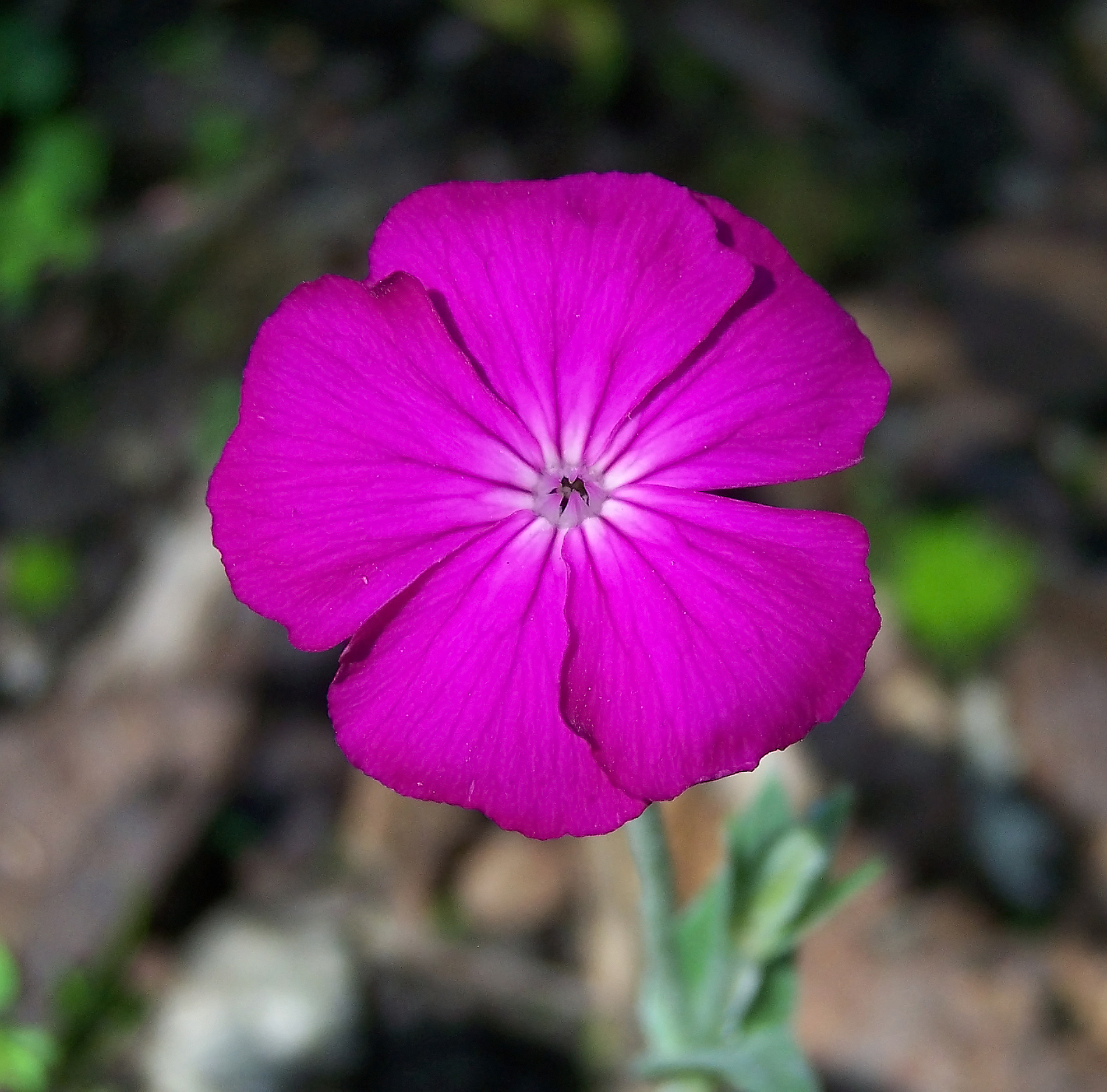
Bársonyos kakukkszegfű

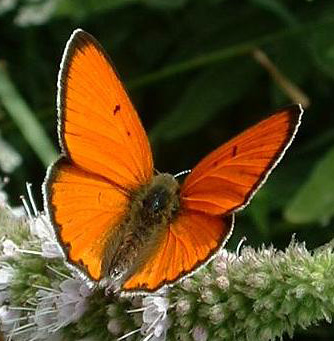
Nagy tűzlepke

A tájvédelmi körzeten belül jelentős az erdőterületek aránya. Jellemző erdőtársulások a cseres-kocsánytalan tölgyesek, gyertyános-tölgyesek és a szubmontán bükkösök. Különleges értékeket rejtenek a molyhostölgy állományok, a törmeléklejtő erdők és a patakvölgyeket kísérő gyertyános égerligetek. A védett ritka növények közül esztétikai szépségét tekintve is kiemelendő a tájvédelmi körzet címernövénye, a bársonyos kakukkszegfű, valamint a dunai csillagvirág, a kardos madársisak és az ikrás fogasír. Az erdők természetközeli állapotát jelzi a terület gazdag madárvilága, amelynek különleges képviselői a darázsölyv, a császármadár és a fehérhátú fakopáncs. A rovarvilág sokszínűségét Európa legnagyobb bogara, a nagy szarvasbogár, a különleges szépségű havasi cincér, valamint a ritka nyolcpettyes virágbogár jelzi. A történelem folyamán az ember folyamatos jelenlétét az erdőirtások hatására kialakult nagy kiterjedésű gyepterületek mutatják. Az így, másodlagosan kialakult társulások értékes képviselői az ecsetpázsitos rétek és a hazánkban ritka szőrfűgyepek foltjai. A hegyi legelőket szép és értékes virágok teszik változatossá, mint pl. a mezei szegfű vagy a kétlevelű sarkvirág, olyan lepkéknek nyújtva élőhelyet, mint a farkasalmalepke és a nagy tűzlepke.

## Földtani értékek

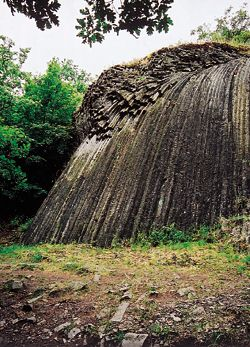
Somoskői bazaltorgona

Már a védetté nyilvánításkor is fontos szempont volt a terület különleges földtani értékeinek sora. Ezek közül említést érdemel a "glaukonitos homokkő" (Pétervására Homokkő Formáció), melynek jellegzetes keresztrétegzett felszíni felszíni előfordulásai találhatók a területen. A nógrádi szénmedence kialakulását megalapozó "széntelepes összlet" (Salgótarjáni Barnakőszén Formáció Kisterenyei Tagozata) többek között a Medves keleti peremén és Szilvás-kőn tanulmányozható. A "keletnógrádi andezitek" (Mátrai Vulkáni Formációcsoport) országos hírű feltárásai a Bobonyéri és a Farkas-kői kőfejtőben találhatók. A "nógrád-gömöri bazaltok" (Salgóvári Bazalt Formáció) mind a rehabilitált bányákban (Eresztvény, Magyarbánya stb.), mind természetes előfordulásukban (pl. Nagy-Salgó) kiemelt természeti értékeket képviselnek. A földtani értékek sorában speciális helyet foglalnak el a szilvás-kői hasadékbarlangok. Keletkezési körülményeik, méretük alapján egyedi értékei a védett területnek.

## Természetvédelmi bemutatóhelyek és tanösvények

### Somoskő
Somoskő község fölé magasodik a hasonló nevű vár, amely már a Medves szlovák oldalán található, csakúgy mint a várhegy oldalában megbúvó látványos bazaltzuhatag. Az íves-oszlopos formában megszilárdult bazalt geológiai ritkaság. Magyar oldalon találjuk a Várallya-parkot, ahol megtekinthetjük a Petőfi emlékkunyhót.

### Magyarbányai kőpark
Somoskő község határában találjuk a Magyarbánya felhagyott udvarát, ahol egy, Nógrád vármegye kőzeteit bemutató szabadtéri kiállítást tekinthetünk meg.

### Petőfi sétány
A hangulatos pihenőkkel, kiépített forrásokkal rendelkező kellemes sétaút Somoskő községet és a tájvédelmi körzet egyik turistaközpontját, Eresztvényt köti össze.

### Madárpark
Az eresztvényi közparkban az odúlakó madarakat és a kerti madárvédelmi teendőket lehet megismerni információs táblák és mesterséges madárodúk segítségével.

### Szénbányászati emléktáró
A bemutatóhely az eresztvényi Madárparkból közelíthető meg, a medvesi szénbányászatnak állít emléket.

### Salgó
A 625 m magas bazaltkúpon magasodó középkori vár romjai szabadon megtekinthetők. A vár előtt információs, a toronyban panoráma táblák segítik a tájékozódást.

### Kis-Salgó(Boszorkánykő)
A bazaltvulkánosság jól tanulmányozható formáit ismerhetjük meg a csúcsot körbejáró tanösvény segítségével.

### Eresztvényi kőbányák
A felhagyott kőbányák rendezése után biztosították a látogathatóság és a bemutatás feltételeit is. A kőbányákban információs táblák és tanösvény várják a látogatókat.

### Szilváskő
A szilváskői tanösvény Rónabánya-telep községtől a látványos bazaltorgonákig vezet, addig is azonban több állomáson meg lehet ismerni a különböző vulkáni formákat, a kő- és szénbányászat emlékeit és tájátalakító hatásait.

### Túraút a Karancsban
A Salgótarján Tó-Strandtól javasolt útvonalon eljuthatunk a Karancs csúcsán épített kilátóhoz. Útközben érinthetjük a kedvelt kirándulóhellyé vált hajdani fás legelőt (Kercseg), a Margit-kápolnát.

## Kulturális értékek

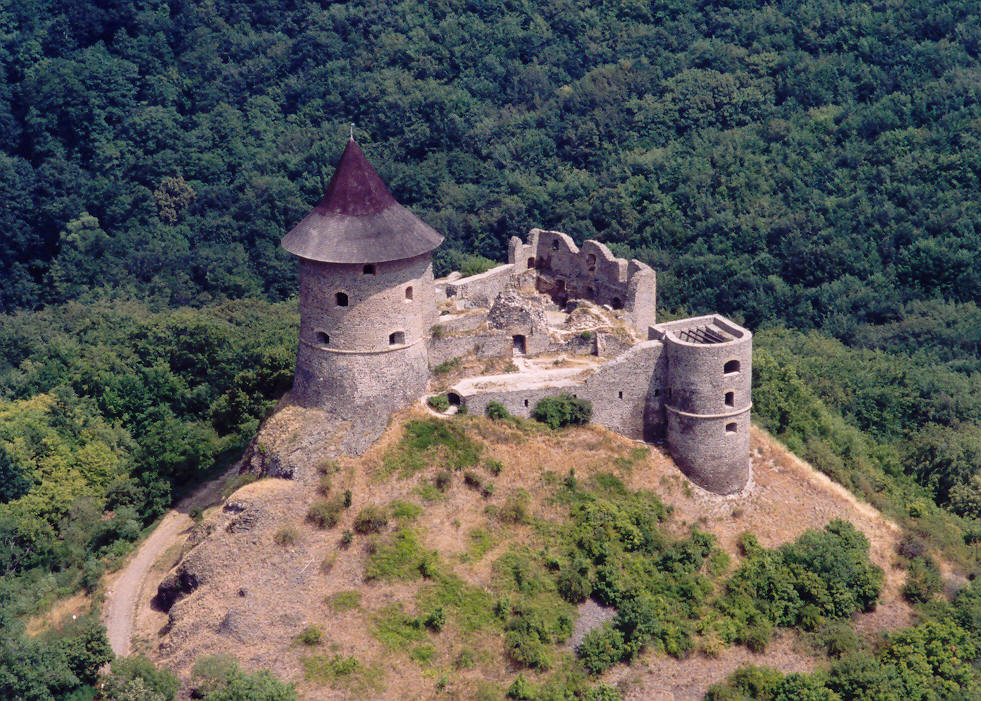
Somoskő vára

A vidék kultúr- és ipartörténeti értékekben is rendkívül gazdag. A kultúrtörténeti emlékek közül a legjelentősebbek a bazaltkúpokra épült középkori várak. Salgó vára a késő román világi építkezések egyik szép példája. Az országhatáron emelkedő Somoskő vára a gótikus építészet első szakaszának világi emlékei közé tartozik. A különleges geológiai feltárásokat produkáló kőbányák falaiban tanulmányozhatóvá váltak olyan geológiai feltárások, amelyek eddig nem voltak láthatók. Ezen látnivalók megismerését a területen kialakított természetvédelmi tanösvények és bemutatóhelyek segítik. A tájvédelmi körzet területéhez északon közvetlenül kapcsolódik a Szlovák Köztársaság területén létrehozott Cerová vrchovina (Cseres-hegység) Tájvédelmi Körzet.